# Théorème spin-statistique
Le théorème spin-statistique relie le spin d'une particule et le type de statistique qu'elle suit. Selon lui, les particules de spin entier sont des bosons, alors que les particules de spin demi-entier sont des fermions.

## Présentation
Le théorème spin-statistique est le théorème selon lequel, dans un espace tridimensionnel, les particules élémentaires de spin demi-entier obéissent à la statistique de Fermi-Dirac ; et celles de spin entier, à la statistique de Bose-Einstein.
La théorème n'est pas valable en une ou deux dimensions. Il ne s'applique pas nécessairement à des systèmes qu'on ne peut pas considérer comme élémentaires.

## Histoire
Il a été formulé pour la première fois en 1939 par Markus Fierz et reformulé en 1940 par Wolfgang Pauli puis Julian Schwinger en 1950 et Richard Feynman.
Dans son Cours de physique, Feynman déplore que ce théorème, bien qu'étant probablement l'un des plus importants de la physique moderne, soit aussi l'un des plus difficiles à expliquer de manière simple. La manière la plus simple — pour le cas de spin 1/2 — utilise les animations mentionnées en liens.
Le théorème est ainsi désigné à la suite de Raymond F. Streater et Arthur S. Wightman (1922-2013).